# Susan Waddington
Susan Waddington (ur. 23 sierpnia 1944 w Norfolk) – brytyjska polityk i samorządowiec, posłanka do Parlamentu Europejskiego IV kadencji.

## Życiorys
Absolwentka nauk społecznych na University of Leicester, uzyskała na tej uczelni również magisterium z edukacji. Pracowała m.in. w branży edukacyjnej. Została działaczką Partii Pracy, od 1973 do 1991 zasiadała w radzie hrabstwa Leicestershire. W 1987 bez powodzenia kandydowała do Izby Gmin.
W latach 1994–1999 sprawowała mandat eurodeputowanej, wchodząc w skład frakcji socjalistycznej. Pracowała m.in. w Komisji ds. Praw Kobiet. Zaangażowała się w działalność na rzecz edukacji osób dorosłych w ramach krajowego instytutu NIACE oraz Europejskiego Stowarzyszenia na rzecz Edukacji Dorosłych (EAEA), którym kierowała przez ponad cztery lata do 2013. W latach 2003–2007 była radną miejską w Leicester, ponownie objęła tę funkcję w 2011.